# Galeazzo II Visconti

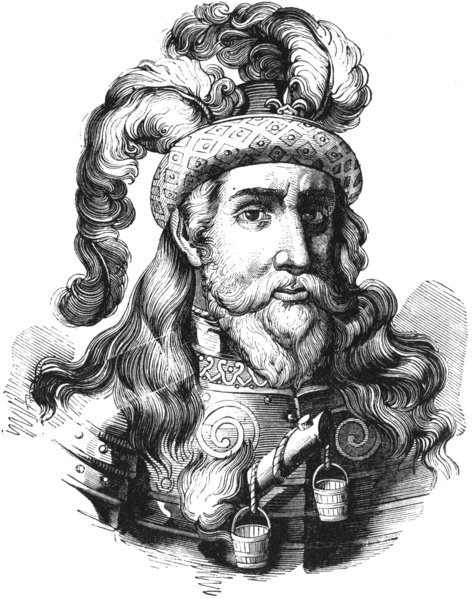
Galeazzo II Visconti

Galeazzo II Visconti (ur. ok. 1320, zm. 4 sierpnia 1378 w Pavii) – senior Pavii, Como, Novary, Vercelli, Asti, Alby, Tortony, Alessandrii i Vigevano, oraz współwładca Mediolanu razem z braćmi Matteo II i Bernabò.

## Życiorys

Herb rodziny Viscontich

Był synem Stefano Viscontiego i Walentyny Doria. W 1343 odbył pielgrzymkę do Jerozolimy. W 1345 został wygnany z Mediolanu przez swego stryja Luchino Viscontiego, ale wkrótce został wezwany przez arcybiskupa Giovanniego, który zaczął sprawować samodzielnie rządy w Mediolanie po śmierci brata. Giovanni ustanowił go gubernatorem Bolonii. W 1350 ożenił się z Bianką Sabaudzką. Sześć lat później walczył przeciwko Estensi i Gonzagom, mając jako dowódcę swych wojsk Pandolfo Malatestę. Tego samego roku w bitwie pod Casorate zwyciężywszy wojska cesarskie Karola IV dowodzone przez Markwalda von Raudeck, rozszerzył strefę swoich wpływów. Po śmierci brata Matteo II dzielił z bratem Bernabò władzę w państwie, zarządzając całą częścią zachodnią.
Uchodził za człowieka próżnego, przykładającego wagę do przepychu i zbytku. Był inicjatorem budowy wielu gmachów w Mediolanie i w całym państwie. Zawdzięcza mu się poprawienie wyglądu stolicy. Zazwyczaj sprawy militarne powierzał sławnym kondotierom. Prowadził nie tylko wojny z nieprzyjaciółmi zewnętrznymi, ale musiał także poskramiać liczne rebelie poddanych.
Od 1362 stan jego zdrowia zdecydowanie się pogorszył. Przeniósł się więc z dworem do Pavii, gdzie zmarł w 1378. Jego syn Gian Galeazzo Visconti, po odsunięciu od władzy swego stryja Bernabò, stał się jedynym seniorem Mediolanu, a wkrótce księciem.

## Potomstwo
- Pozamałżeńskie
  - Cesare
  - Beatrice
- Małżeństwo z Bianką Sabaudzką
  - Gian Galeazzo (ur. 15 października 1351)
  - Maria (ur. 1352)
  - Violante (ur. 1354), druga żona Lionela z Antwerpii, 1. księcia Clarence